# Uechteren
Die Uechteren ist ein archäologischer Fundplatz eines ehemaligen römischen Gebäudekomplexes sowie ein heutiger Flurname am südwestlichen Rand von Alpnach Dorf im Kanton Obwalden in der Schweiz. Der Gebäudekomplex ist als Gutshof unter der KGS-Nr. 04244 im Schweizerischen Inventar der Kulturgüter von nationaler und regionaler Bedeutung als Kulturgut von nationaler Bedeutung aufgeführt.

## Geschichte
Im Jahr 1913 wurden auf dem Heimwesen Uechteren römische Funde entdeckt. Im Jahr danach wurden unter Leitung des Benediktinerpaters Emmanuel Scherer (1876–1929) bei Grabungen die Grundmauern von vier Gebäuden freigelegt. Fundgegenstände dieser Ausgrabung sind im Historischen Museum Obwalden in Sarnen ausgestellt. Offenbar nahm Pater Scherer auch Fundgegenstände in seine eigene Sammlung auf. Diese wurden über hundert Jahre später im Benediktinerkonvent der Abtei Muri-Gries in Sarnen wiederentdeckt.
1989 wurden bei Nachgrabungen die ersten Kenntnisse erweitert.
Durch den Fund konnte eine römische Besiedlung bei Alpnach nachgewiesen werden. Pater Scherer interpretierte die Anlage als Ruine eines römischen Gutshofs (Villa rustica). Spätere Forschungen deuten den Gebäudekomplex aber auch als «Mansio» (Herberge) oder «Mutatio» (Pferdewechselstation) und bringen diesen in Zusammenhang mit einem Verkehrsweg zwischen dem Schweizer Mittelland und Norditalien, der von Vindonissa via aargauisches Reusstal, Zuger-, Vierwaldstätter- und Sarnersee sowie weiter über die Pässe Brünig, Grimsel, Gries oder Albrun in die Po-Ebene führte.
Heute steht in der Uechteren ein Bauernhofbetrieb an der Laubligenstrasse.

## Der NameAlpnach
Der Ortsname Alpnach geht auf diese Römersiedlung zurück. Die Gebäude gehörten offenbar einem Römer namens Alpinius, sein Grundstück hiess entsprechend lateinisch fundus Alpinacus und in der gallo-romanischen Ausdrucksweise jener Zeit abgewandelt in fundo Alpinaco. Aus diesem Alpinaco ist schliesslich der Name Alpenacho entstanden, wie er im 11. Jahrhundert in einer Abschrift einer Urkunde aus dem 9. Jahrhundert auftaucht. Nach dieser Urkunde schenkte 881 der alemannische Grundbesitzer Donatus Recho seine Güter in Alpenacho den Benediktinermönchen in Luzern.